# Bayerische EP 4
Die Bayerische EP 4 war eine elektrische Personenzuglokomotivbaureihe der Königlich Bayerischen Staatseisenbahnen für den Einsatz auf den Strecken Freilassing–Bad Reichenhall und Bad Reichenhall–Berchtesgaden.

## Geschichte
Die Verbindung Salzburg–Freilassing–Bad Reichenhall–Berchtesgaden wurde zwischen 1912 und 1914 elektrifiziert. Die Königlich Bayerischen Staatseisenbahnen wollten damit den elektrischen Zugbetrieb erproben. Am 20. Oktober 1912 wurden dazu zwölf Probelokomotiven bestellt. Darunter waren unter anderem die vier EP 3 sowie die EP 4. Der elektrische Teil der EP 4-Lokomotiven wurde im Gegensatz zur EP 3 nicht von den SSW, sondern von MSW, einem Verbund von Maffei und Schwartzkopff, geliefert. Auch diese Lokomotiven waren erst ab 1916 auf ihrer zugedachten Strecke im Einsatz. Ab 1926 wurden die vier Loks als E 36 21 bis E 36 24 bezeichnet und besaßen die Baureihenbezeichnung E 362.
Diese Lokomotiven waren im Gegensatz zu der E 36 etwas stärker, hatten aber schlechtere Laufeigenschaften. Die Spurkranzabnützung soll zumindest in vertretbaren Grenzen geblieben sein. Einsatzdaten sind aus der Literatur nicht zu entnehmen, deshalb muss die Annahme, sie war ständig im Bahnbetriebswerk Freilassing beheimatet und zwischen Salzburg und Berchtesgaden eingesetzt, als richtig angesehen werden. Die Ausmusterungsdaten der Baureihe liegen zwischen 1935 und 1937.

## Technische Merkmale
Die Lokomotiven waren ca. 2 m länger als die E 36 und unterschieden sich in mehreren Details von ihr. Der augenfälligste äußere Unterschied zu ihr war, dass der Heizkessel mehr in der Mitte untergebracht war und dadurch die Stromabnehmer über den Führerständen platziert werden konnten. Ausgerüstet waren die Lokomotiven ebenso wie die E 36 mit einem Schrägstangenantrieb mit einseitiger Treibstange. Vom Laufwerk her besaßen sie anstatt des Krauss-Helmholtz-Lenkgestelles ein Bisselgestell. Die erste und zweite Kuppelachse waren im Rahmen fest gelagert, wobei die zweite Kuppelachse um 15 mm geschwächte Radreifen besaß. Die Seitenverschiebbarkeit des Bisselgestelles betrug ±54 mm, im Krauss-Lotter-Gestell hatte die Kuppelachse ±30 mm und das Drehgestell ±34,2 mm Seitenspiel.
Der Rahmen der Lok war ein Innenrahmen mit kräftigen Rahmenwangen. Sie waren versteift durch die Pufferbohlen und mehrere Querträger, z. B. die Halterung für den Haupttransformator und den Gussstücken für die Motorlagerung. Der Lokkasten war aus Profilstahlgerippe und einer Blechverkleidung hergestellt. Der Führerstand war innen mit Holz verkleidet. In jeder Stirnwand befand sich eine mittlere Übergangstür. Das Dach konnte teilweise abgehoben werden, auch über dem Heizkessel.
Der Haupttransformator der Lok war ein ölgekühlter Typ. Er besaß für die Fahrmotorensteuerung auf der Sekundärseite sieben Anzapfungen. Später wurden noch zwei Anzapfungen für die elektrische Zugheizung hinzugefügt. Der Fahrmotor entsprach dem der E 01 und E 30. Er war ein 40-poliger Einphasen-Reihenschlussmotor mit Wendepolwicklung, doppelter Ankerwicklung und zwei Kommutatoren. Die Steuerung der Lokomotive war ebenso wie bei der E 01 bzw. der E 30 als handbetätigte Schaltwalzensteuerung mit Zusatztrafo ausgeführt und ermöglichte 16 Dauerfahrstufen sowie drei Überlaststufen.